# Ali Dia
Ali Dia (Dakar, 20 agosto 1965) è un ex calciatore senegalese, di ruolo attaccante.

## Carriera
Ali Dia nasce il 20 agosto 1965 a Dakar, in Senegal. Nel 1988, raggiunta l'età di ventitré anni, si trasferisce in Francia per avviare la sua carriera da professionista, vestendo i colori di quattro squadre in altrettanti anni, dalla seconda divisione con la maglia Beauvais a quelle minori durante i primi anni '90. Sette anni più tardi si trasferisce in Finlandia, dove gioca per varie squadre di club dilettantistiche, facendo tuttavia registrare una manciata di apparizioni totali (5 delle quali in prima divisione con il FinnPa e 3 con il PK-35 Vantaa), prima di tentare una fallimentare esperienza con i tedeschi del Lubecca.
Nel 1995 Dia decide di andare a giocare in Premier League: convince un amico dell'università a telefonare a vari allenatori delle squadre di Premier League, fingendosi l'ex Pallone d'oro George Weah. L'amico contatta inizialmente il West Ham di Harry Redknapp, ma l'allenatore intuisce la truffa. Al secondo tentativo, invece, il manager del Southampton Graeme Souness decide di mettere alla prova il calciatore: il finto Weah spiega a Souness che Dia è suo cugino, che ha un glorioso passato al PSG e che vanta tredici presenze con la Nazionale senegalese. Souness, convinto dal falso Weah, ingaggia Dia facendogli firmare un contratto mensile.
Inizialmente Dia è convocato per una partita della squadra riserve contro l'Arsenal, ma a causa di un nubifragio l'incontro salta. Nei giorni successivi Dia si allena con la squadra e, nonostante i compagni capiscano che non è adatto a giocare nella prima divisione inglese, Souness decide di convocarlo per la partita di campionato contro il Leeds United, prevista per il 23 novembre 1996. Al 32' Matthew Le Tissier s'infortuna e Souness decide di sostituirlo con Dia: il senegalese, vestendo il numero 33, gioca per 53 minuti fino a quando l'allenatore decide di toglierlo per il difensore Ken Monkou. Per 20 minuti non tocca palla, vagando per il campo, poi va incredibilmente vicino al gol con un bel tiro di piatto.
Dopo l'incontro (e dopo 45' in un incontro riserve contro il Chelsea), il Southampton rescinde il contratto di Dia, che in seguito gioca per i dilettanti del Gateshead, squadra per la quale sigla una rete all'esordio, concludendo la sua ultima esperienza calcistica con due reti in otto presenze. Anni dopo, interrogato sulla vicenda, Le Tissier disse: «Correva qua e là per il campo come Bambi sul ghiaccio; fu davvero imbarazzante da vedere» (in inglese: «He run around the pitch like Bambi on ice; it was very embarrassing to watch»).

## Dopo il ritiro
Dopo essersi ritirato dal calcio nel 1997, Dia si dedica allo studio presso la Newcastle Business School della Northumbria University, laureandosi nel 2001; poi cambia nome (cambiandolo da Ali Dia in Aly Dia) ed emigra negli Stati Uniti, a San Francisco; qui nel 2003 ottiene un master in economia aziendale alla San Francisco State University; oggi lavora a Doha, in Qatar.

## Nella cultura di massa
Oggi Dia è noto, soprattutto in Inghilterra, come il peggior calciatore ad aver calcato i campi della Premier League, spesso inserito nelle liste dei peggiori calciatori o dei peggiori trasferimenti. È al primo posto nella classifica dei 50 peggiori calciatori stilata dal Times, è inserito nella lista di 10 peggiori calciatori stilata dal Sun e risulta in quarta posizione nella lista dei 50 peggiori attaccanti secondo il Daily Mail.